# سرخس‌تباران
سرخس‌تباران (Pteridophyte) ابتدایی‌ترین شاخهٔ گیاهان آوندی است که همهٔ نهانزادان آوندی را شامل می‌شود.
این گروه گیاهی دارای دستگاه رویشی تکامل یافته شامل ریشه ساقه و برگ واقعی هستند تشکیلات بافتی درآنها کامل، بافت هادی چوبی (نای‌دیس) با آوندهای غربالی اند که تشکیلات استوانه آوندی را تشکیل می‌دهند. دستگاه زایشی آن‌ها هنوز از دستگاه رویشی تفکیک نیافته‌است.
نهان‌زادان آوندی به سه گروه بزرگ زیر تقسیم می‌شوند.
۱- پنجه‌گرگیان Lycopodineae
۲- دم‌اسبیان Eqnisetineae
۳- سرخس‌ها Filicineae
نهانزادان آوندی دارای ریشه‌های واقعی‌اند که این ریشه‌ها می‌توانند آب و املاح را از زمین جذب کرده و در اختیار گیاه قرار دهند. همچنین در داخل این گیاهان سیستمی از لوله‌ها (شبیه آوند) وجود دارد که در تمام گیاه آب در داخل آن‌ها حرکت می‌کند.
نهانزادان آوندی جزء قدیمی‌ترین گروه‌های گیاهی هستند، در واقع اولین گیاهان خشکی‌زی که شناخته شده‌اند به این گروه تعلق دارند. آنها حدود ۳۵۰ میلیون سال پیش می‌زیسته‌اند. احتمالاً خزه‌ها قبل از نهانزادان آوندی زندگی می‌کرده‌اند، اما هیچ گونه آثار زمین‌شناسی (فسیل) از خود باقی نگذاشته‌اند. عده ای از این گیاهان در پیدایش و به‌وجود آمدن زغال‌سنگ نقش بسیار مهمی داشته‌اند. در آن زمان آن‌ها مثل امروز گیاهان نسبتاً کوچک و ظریفی نبودند، بلکه درختان چوبی عظیمی بودند که بلندیشان به بیش از ۳۰ متر می‌رسید.
همه گیاهان این شاخه آوند دارند. مرحله اسپوروفیت آنها، برخلاف خزه‌تباران طولانی و مشخص بوده و همان گیاه اصلی است. این گیاهان را بر حسب ویژگیهایشان به پنجه گرگیان، دم اسبیان و سرخسها تقسیم می‌کنند. هیچ‌یک از گیاهان این شاخه‌ها توانایی تولید دانه را ندارند. بدین جهت از گروه گیاهان دانه‌دار (پیدازادان) به خوبی تشخیص داده می‌شوند.
گیاهان آوندی را اغلب گیاهان ساکن خشکی می‌شناسند زیرا وجود سیستم آوندی باعث می‌شود که این گیاهان بتوانند در محیط خشک ـ آب و مواد کانی را از پایین‌ترین یاخته‌های ریشه به بالاترین نقطه پیکر خود برسانند و رشد کنند. غیر از گیاهان نهاندانه، سایر گیاهان آوندی برای لقاح به آب نیاز دارند.